# Kiết lá niễng
Kiết lá niễng hay cói túi niễng (danh pháp khoa học: Carex zizaniifolia) là một loài thực vật có hoa trong họ Cói. Loài này được Raymond mô tả khoa học đầu tiên năm 1959.